# Karl und Anna
Karl und Anna ist der Titel einer 1926 publizierten Novelle des Schriftstellers Leonhard Frank. Erzählt wird die Liebesgeschichte eines aus der Kriegsgefangenschaft heimgekehrten Soldaten und der Frau seines Kameraden.

## Inhalt
Zwei deutsche Soldaten geraten kurz nach Kriegsausbruch in russische Gefangenschaft und müssen, als Zweiergruppe einen Tagesmarsch vom Lager entfernt, in der Steppe Gräben ausheben. In der Einsamkeit der weiten russischen Landschaft erzählt Richard vier Jahre lang seinem Kameraden Karl jeden Tag von seiner Sehnsucht nach seiner Frau Anna und informiert ihn so über alle Details ihrer Persönlichkeit und Wesensmerkmale, ihres Verhaltens im Alltag, ihres Aussehens, ihres Körpers, ihres Verhaltens bei der Liebe, ihrer Biographie und ihrer Umwelt. So entsteht in Karls Vorstellung ein Bild der Frau, in das er sich verliebt, und in seiner Phantasie wünscht er, er wäre ihr Mann. Kap. I erzählt von einem dieser immer gleich ablaufenden Arbeitstage der beiden Gefangenen. Wie einmal in jedem Monat marschieren sie nach der Arbeit ins Gefangenenlager zur Proviantversorgung. Diesmal werden sie bei der Ankunft sofort getrennt. Richard wird einer schon bereitstehenden Gruppe zugeteilt und mit dem Zug einige Tagesreisen weiter nach Osten verfrachtet.
Vom 2. Kap. an wird die Beziehungsgeschichte Karls und Annas erzählt. Einen Tag nach Richards Abtransport gelingt Karl die Flucht aus dem Lager und er macht sich auf den Weg nach Deutschland. „Das Verlangen nach Anna trieb ihn auf den großen Weg.“ Ein Vierteljahr später kommt er an und besucht sogleich Anna. Er weiß, wo sie in dem mit Vorder-, Zwischen- und Hinterhäusern verschachtelten Dreihofblock wohnt, er kennt das schablonierte Muster im Stiegenhaus, jedes Möbelstück in der Wohnküche, er weiß, wo das Öfchen und wo das Bett steht, dass der Gasbrenner pfeift und wo die drei braunen Muttermale an ihrem Körper zu finden sind. Karl hat sich in seiner Sehnsucht nach einer festen Bindung mit Anna zu einer riskanten Aktion entschlossen und gibt sich als ihr Mann aus. Durch einige äußerliche Ähnlichkeiten findet er Zugang zu ihr: gleiche Größe, Haar- und Augenfarbe, geschwungene Augenbrauen, dunkelgefärbte Haut der Metallarbeiter. Er verblüfft sie durch seine Orientierung in der Wohnung und seine Detailkenntnisse. Aber sie merkt sofort, dass der Fremde nicht ihr Mann ist, zumal ihr die Militärbehörde schon im Herbst 1914 den Tod Richards mitgeteilt und sie seither keine Nachrichten von ihm erhalten hat. Sie ist in einer Situation der Verunsicherung und Vereinsamung. Seit vier Jahren lebt sie allein und verdient ihren Unterhalt als Arbeiterin in einer Kartonagen-Fabrik. So ist die junge Frau empfänglich für Zuwendung. Karl spricht über ihr Leben, als hätte er es selbst erlebt, und kombiniert dies mit seinen Phantasien über ihre gemeinsame Ehe. Diese Mischung aus Vertrautem und Fremdem verwirrt sie. Sie lässt ihn bei sich übernachten und wird schon am Tag darauf mit ihm intim (Kap. III). Dabei merkt sie, dass er spontaner und zupackender als Richard ist. Obwohl in ihrem Dreihofhaus viele Frauen während der Abwesenheit ihrer Männer, teils aus finanziellen Gründen, eine eheähnliche Beziehung mit einem Untermieter auf Zeit haben, hat Anna ein schlechtes Gewissen und ist auf sich zornig, sich so schnell mit einem Betrüger eingelassen zu haben. Sie geht zu ihm wieder auf Distanz und spricht ihn mit „Sie“ an, während er beharrlich beim „Du“ bleibt. Er darf zwar wohnen bleiben, aber die Nachbarn sollen es nicht merken, und so muss er sich für seine Arbeitssuche aus ihrer Wohnung schleichen. Doch bei den engen Wohnverhältnissen spricht sich das Geheimnis herum. Bei einer Begegnung im Hof glaubt Annas Freundin Marie in Karl Richard zu erkennen und so verbreitet sich die frohe Botschaft schnell, auch bei den Ladenbesitzern, bei denen sie den täglichen Bedarf einkaufen. Anna widerspricht ihnen nicht. Und so verstärken die Nachbarn die Entwicklung Karls zu Annas Mann (Kap. IV).
Allmählich entsteht eine gegenseitige Liebesbeziehung. Sie fühlt seine zärtliche bedingungslose Liebe zu ihr, mag ihn auch und möchte gern daran glauben, dass er ihr Mann ist, und sie spricht ihn jetzt mit Richard an: „Es war schon ganz unwichtig, ob er Richard war. Dass er nicht log, fühlte sie. Was sie erlebt hatte und fühlte, war keine Lüge. War schweres, gutes Glück. Mögen alle glauben, er sei ihr Mann, wenn er und das Glück es so wollen. […] sie wollte es auch […] Nicht mehr allein! Wie gut das war!“ (Kap. IV). Sein Mischbild von Anna aus Richards Erinnerungen und seinen Wunschvorstellungen, das er ihr immer wieder vermittelt, lässt sie über ihr Leben nachdenken und neue Seiten an sich entdecken. So löst sich die Vergangenheitsbeziehung immer mehr auf und sie entwickelt eine eigenständige Liebe zu Karl. Er findet eine Arbeitsstelle und Anna muss nicht mehr in die Fabrik gehen, als sie im dritten Monat schwanger ist.
Gestört wird diese intensive Gemeinsamkeit und die Freude auf eine Familie, als immer mehr Soldaten aus der Gefangenschaft zurückkehren und bei ihrer unvermittelten Ankunft uneheliche Kinder und Liebhaber ihrer Frauen entdecken. Es kommt, auch im Dreihofhaus, zu den verschiedensten Reaktionen: Schlägereien, Flucht der Ehemänner oder der Liebhaber, Verzeihung und Rückkehr zur alten Situation, Arrangements zu dritt. Jetzt wird Anna und Karl ihre Situation bewusst. Sie fürchten beide Richards Rückkehr und denken darüber nach, wie ihr Leben dann weiterverlaufen könnte. Anna hat einen Angstraum vom Brief Richards, der gleichzeitig wirklich eintrifft. Er schreibt, er sei am Leben und versuche durch Minenfelder zu ihr zurückzukehren, und zwingt Karl damit zur Offenlegung der Wahrheit. Dieser bekennt seinen Betrug und erklärt Anna die Hintergründe seines Täuschungsversuchs. Anna ist in dem Konflikt, von zwei Männern geliebt zu werden und nur mit einem zusammenleben zu können. Sie und Karl wollen beide lieber sterben als sich trennen und bekennen sich, im Gegensatz zu gesellschaftlichen Konventionen und menschlichen Verpflichtungen zu ihrer Liebe, die sich, wie sie es empfinden, schicksalshaft ereignet hat. Kurz denken sie zwar an den Ausweg, dass Richard auf dem Weg sterben könnte, doch sie wollen eine offene Lösung: „Schon wie sie aufsahen und sich zurücklehnten, beide, und Blick in Blick das unerforschliche Geheimnis ihrer Liebe fühlten, die dem Rechte Richards gegenüberstand, waren sie wieder zu sich zurückgekehrt, frei von dem Wunsche nach Richards Tod und bereit, zu bezahlen, wenn bezahlt werden musste.“ (Kap. V)
Im letzten Kapitel werden die Protagonisten in zeitlich parallelen Handlungen, Richards Zugfahrt und Annas Verzweiflung bei der brieflichen Ankündigung seiner Rückkehr, in der Wohnküche zusammengeführt. Als Richard den für zwei Personen gedeckten Tisch sieht, ist er sich sicher, von Anna als Ehemann erwartet zu werden, und er ist über den, wie er meint, zufällig dazukommenden Karl verwundert und lädt ihn naiv zum Essen ein. Erst als Karl ihn aufklärt und er sieht, dass Anna schwanger ist, und sie ihm hilflos gesteht „Bring mich um, Richard, es ist so gekommen“, erkennt er, dass er seine Frau verloren hat. Er hat keine Kraft mehr zu einer Gewalttat und sinkt hilflos zusammen. Anna und Karl packen schnell ihre Sachen zusammen, Marie verspricht Anna, Richard nicht allein zu lassen, und die beiden verlassen das Haus: „Sie sprachen nicht, sie dachten nicht. Sie gingen im unerforschlichen Geheimnis, zu trennen nur noch durch den Tod.“ (Kap. VI)

## Form
Die Novelle besteht aus sechs Kapiteln, in denen die allmähliche Entwicklung der Liebesbeziehung erzählt wird. Sie beginnt mit einer atmosphärischen Einstimmung vom Blick eines Flugzeuges aus, das sich den beiden Kriegsgefangenen nähert und wieder verschwindet und sie in ihrer Einsamkeit zurücklässt: „Über dem fernen, fernen planetar gewölbten Horizont der Steppe, an der Grenze zwischen Europa und Asien, erschien ein Punkt, kleiner als ein Singvogel, der sich mit größter Fluggeschwindigkeit zwei Männern näherte und doch in seiner blauen Ferne an derselben Stelle reglos zu verharren schien, so überwältigend groß waren hier Himmel und Erde.“ Aus diesem Stimmungsbild entwickelt der Autor mit nuancierter, einfühlsamer Sprache, gemischt mit expressionistischem Pathos, eine psychologische Studie. Mit einer genauen Darstellung des kleinbürgerlichen Milieus wird die Situation der Frau, die Entwicklung der Liebesbeziehung und die Tragik des zu spät zurückgekehrten Mannes geschildert.

## Entstehungsgeschichte und Rezeption
In seinem autobiographischen Roman „Links wo das Herz ist“ erzählt der Autor, wie er durch eine Zeitungsnotiz mit der Überschrift „Sie hatten einander vorher nie gesehen“ zu der Novelle angeregt wurde. Der kleine Artikel berichtet von der Verurteilung eines aus der russischen Kriegsgefangenschaft zurückgekehrten Soldaten zu sechs Monaten Gefängnis, weil er sich bei der Frau eines Mitgefangenen als ihr irrtümlich totgesagter Mann einzuschleichen versuchte. Diese ihm wenig glaubhaft erscheinende Nachricht inspirierte Frank dazu, sich Situationen und Motivationen auszudenken, um sie zu einer psychologisch schlüssigen Dreiecksbeziehung auszugestalten. 1926 brachte er die Erzählung in einem dreiviertel Jahr zu Papier, die Dramatisierung 1928 dauerte nur drei Wochen.
„Karl und Anna“ wurde in alle europäischen Sprachen übersetzt, auch ins Hebräische, Jiddische, Russische, in basic english und in einen indischen Dialekt. Diesem Welterfolg als Buch folgte die auf vielen Bühnen mit prominenter Besetzung aufgeführte Theaterfassung: „An Homolkas [Karls] Wangen rannen, während er Anna den Schicksalsbrief [Richards, der schreibt, dass er Anna noch so wie früher liebt] vorlas, ununterbrochen die Tränen herunter, und in der Stille des Hauses war die geladene Stille inneren Bewegtseins entstanden. Das Kammerspiel hielt die Aufmerksamkeit in jeder Sekunde und steigerte die innere Spannung bis zum letzten Vorhang“. Bereits 1928 entstand die erste Filmadaption, zwei weitere folgten. Der Kritiker Vormweg resümiert: „Ein Glücksfall. Die Geschichte „Karl und Anna“ rührte die Massen und ist doch zugleich eine vollendete Erzählung, in der Dunkelheit, Paradoxie des Menschlichen tragisch und tröstlich greifbar sind […] Karl und Anna verleugnen die konventionellen Regeln, um das Wirkliche, damit das Wahre nicht zu verfehlen. […] Die Geschichte hat jene Simplizität, die nur mittels hoher technischer Kunstfertigkeit erreicht werden kann.“

## Dramatisierung
„Karl und Anna“. Schauspiel in vier Akten. UA: 16. Januar 1929, Residenztheater (München). Die Berliner Premiere im Staatstheater beschreibt der Autor in seinem Roman „Links wo das Herz ist“ (Kap. VI).

## Adaptionen
In den beiden ersten Verfilmungen wurde der Ausgang der Novelle verändert, in der zweiten verlegte man die Handlung nach Frankreich in die Zeit des Zweiten Weltkrieges, die dritte folgt im Wesentlichen der Vorlage.
- 1928: Heimkehr Universum-Film AG (UFA) (Berlin).[7] Nach seiner Rückkehr entdeckt Richard die Beziehung Annas mit Karl, er will den Rivalen erschießen, läuft dann aber weg und heuert auf einem Schiff an. Karl folgt ihm und versucht ihn vergeblich zur Rückkehr zu bewegen.
- 1947: Desire Me (USA).[8] Die Handlung spielt während des Zweiten Weltkriegs in einem deutschen Gefangenenlager in der Normandie. Die Geschichte zwischen Paul (= Richard im Roman), Jean (= Karl) und Marise (= Ann) entwickelt sich ähnlich wie in Franks Erzählung, schließt aber anders. Am Ende kommt es zu einem Zweikampf zwischen den beiden Männern auf den Klippen, der mit dem Todessturz Jeans endet. Nach einer psychiatrischen Analyse bei einem Pariser Arzt (Rahmenhandlung) kann Marise ihr Schuldgefühl wegen der Affäre mit Jean verarbeiten und die Ehe mit Paul weiterführen.

- 1985: „Die Frau und der Fremde“.[9] Der DEFA-Film erhielt im selben Jahr auf der Berlinale den Goldenen Bären, wurde aber wegen rechtlicher Probleme mit der literarischen Vorlage in der DDR nur kurze Zeit gezeigt und kam 2008 erneut in die Kinos.